# Lampa spustowa
Lampa spustowa ((ang.) trigger tube) – lampa gazowana z zimną katodą, w  której zapłon wyładowania pomiędzy katodą i anodą jest inicjowany za pomocą elektrody zapłonowej zwanej starterem.  Lampa ta jest zwykle wypełniona mieszaniną neonu i argonu. Napięcie zapłonowe startera wynosi 80 – 150 V, a prąd wyładowania katoda – starter wynosi kilkadziesiąt mikroamperów. Lampy spustowe stosowane były w układach zliczających, przekaźnikowych, sygnalizacyjnych itp.

W Polsce (PRL) produkowano lampy spustowe o oznaczeniach PZ1, PZ2, PZ2E.